# Фрајнвил
Фрајнвил (њем. Freienwill) општина је у њемачкој савезној држави Шлезвиг-Холштајн. Једно је од 134 општинска средишта округа Шлезвиг-Фленсбург. Према процјени из 2010. у општини је живјело 1.514 становника. Посједује регионалну шифру (AGS) 1059182.

## Географски и демографски подаци
Фрајнвил се налази у савезној држави Шлезвиг-Холштајн у округу Шлезвиг-Фленсбург. Општина се налази на надморској висини од 39 метара. Површина општине износи 15,3 km². У самом мјесту је, према процјени из 2010. године, живјело 1.514 становника. Просјечна густина становништва износи 99 становника/km².